# Maxomys surifer
Maxomys surifer är en däggdjursart som först beskrevs av Miller 1900. Maxomys surifer ingår i släktet taggråttor och familjen råttdjur. Internationella naturvårdsunionen kategoriserar arten globalt som livskraftig. Inga underarter finns listade i Catalogue of Life.
Arten når en kroppslängd (huvud och bål) av 160 till 226 mm, en svanslängd av 160 till 227 mm och en vikt mellan 90 och 230 g. Djuret har 40 till 47 mm långa bakfötter och 24 till 28 mm långa öron. Individernas päls är orangeröd på ovansidan med flera svarta täckhår inblandade. På bålens sidor förekommer blekare päls. Det finns en tydlig gräns mot den vita undersidan. Proportionen mellan bakfotens längd och bred är 5:1. Honor har ett par spenar på bröstet, ett par kort efter bukens centrum och två par vid ljumsken.
Denna gnagare förekommer i Sydostasien från Myanmar och sydöstra Kina till Borneo och Java. Den vistas i låglandet och i bergstrakter upp till 1680 meter över havet. Habitatet utgörs av ursprungliga skogar och områden nära skogar.
Individerna är aktiva på natten och vilar i underjordiska bon. De äter rötter, frukter som ligger på marken, insekter och andra ryggradslösa djur. Honor föder 2 till 5 ungar per kull.